# Stare decisis
Stare decisis és una locució llatina, que es tradueix interpretativament com «mantenir-se amb les coses decidides», utilitzada en dret per referir-se a la doctrina segons la qual les sentències dictades per un tribunal creen precedent judicial i vinculen com a jurisprudència aquelles que, sobre el mateix objecte, es dictin en el futur.
Aquesta locució més breu prové de resumir una més extensa que diu: Stare decisis et non quieta movere.
Aquesta doctrina és pròpia del dret anglosaxó, i no té tanta força en sistemes de dret continental, on la jurisprudència té una obligatorietat molt més reduïda i la capacitat del jutge d'interpretar la llei segons el seu criteri és molt més àmplia.
La majoria dels sistemes, però, reconeixen que la jurisprudència reiterada ha de vincular, d'alguna forma, els jutges atès que, si bé són independents, cal evitar que les seves sentències siguin totalment imprevisibles, o que dictin sentències contradictòries, o de forma caòtica. Per això s'estableixen regulacions que consideren la jurisprudència, font del dret, amb major o amb menor prevalença sobre les altres fonts.
D'acord amb el principi stare decisis, les decisions precedents sobre qüestions idèntiques han de vincular els tribunals, que per això resten obligats a dictar sentència amb els mateixos criteris que la decisió anterior. És una màxima general que quan un punt s'ha resolt mitjançant una decisió, que forma un precedent, aquest no podrà deixar-se d'aplicar, llevat que altres circumstàncies modifiquin l'statu quo, de mode i manera que deixar d'estar vinculat a allò anteriorment decidit obliga a haver d'argumentar sòlidament el canvi adoptat. Per tant, la doctrina de l'stare decisis no impedeix tornar a examinar i, si cal, invalidar les decisions anteriors.